# Rhomphaea irrorata
Rhomphaea irrorata är en spindelart som beskrevs av Tord Tamerlan Teodor Thorell 1898. Rhomphaea irrorata ingår i släktet Rhomphaea och familjen klotspindlar. Inga underarter finns listade i Catalogue of Life.